# Каро (округ)
Каро (индон. Karo) — округ в провинции Северная Суматра. Административный центр — город Кабанджахе.

## Население
Согласно оценке 2000 года, на территории округа проживало 279 470 человек.

## Административное деление
Округ делится на следующие районы:
- Барусджахе
- Берастаги
- Долат-Ракьят
- Джухар
- Кабанджахе
- Кута-Булух
- Лаубаленг
- Мардингдинг
- Мердека
- Мерек
- Мунте
- Наман-Теран
- Паюнг
- Симпанг-Эмпат
- Тига-Бинанга
- Тига-панах
- Тигандеркет